# Тібор Ердеї-Груз
Тібор Ердеї-Груз (угор. Erdey-Grúz Tibor; 4 липня (або 27 жовтня) 1902, Будапешт — 16 серпня 1976, Будапешт) — угорський фізикохімік і державний діяч, академік (1948, член-кореспондент 1943) — а згодом і президент (1970—1976) — Угорської академії наук, іноземний член Академії наук СРСР (1966). Автор робіт з електрохімії, зокрема — з кінетики електродних процесів. Вивчав механізм електрокристалізації, а також процеси в розчинах електролітів і на поверхні електродів. Був двічі нагороджений Державною премією імені Кошута (1950, 1956).
Ердеї-Груз закінчив філософський і фармацевтичний факультети Будапештського університету в 1924 і 1938 роках, відповідно. Він був главою міністерства вищої освіти Угорської Народної Республіки з 1952 по 1956 рік, а також — головою Ради науки і вищої школи при Раді Міністрів країни з 1961 по 1964 рік.

## Біографія

### Ранні роки
Тібор Ердеї-Груз був родом із заможної угорської родини: його батько був заступником державного секретаря Міністерства оборони країни; після падіння Радянської республіки в Угорщині він вийшов у відставку і незабаром помер. Тібор Ердеї-Груз закінчив «модельну» середню школу з прогресивними та сучасними для свого часу педагогічними методами. Згідно мемуарів 1972 року в школі він набув навичок самостійного мислення і здатність до «реалістичного підходу до речей». За рахунок хороших вчителів фізики у нього рано розвинувся інтерес саме до цієї науки і він вступив до університету Будапешта; тільки на другому курсі він обрав хімію як свою спеціалізацію.
В 1924 році він одержав ступінь кандидата наук («доктора філософії») — в радянських джерелах стверджувалося, що він закінчив філософський факультет Будапештського університету. Між 1928 і 1931 роками він жив у Німеччині і працював в Інституті хімії Баварської академії, отримуючи стипендії і фінансову підтримку від угорського уряду. У 1938 році він захистив диплом фармацевта.

### Професійна і політична кар'єра
З 1924 по 1941 рік Ердеї-Груз був одним з піонерів в галузі фізичної хімії в Угорщині: він послідовно був стажистом, доцентом і професором. У 1947 році він був призначений екстраординарним професором і директором Фізико-хімічного інституту радіології. Через два роки він став начальником відділу з тією ж назвою. У 1950—1951 роках, протягом декількох місяців, він був деканом факультету природничих наук.
Між 1941 і 1949 роками Ердеї-Груз обіймав посади генерального секретаря і президента Угорського хімічного товариства. З 1949 року і до своєї смерті він редагував Угорський хімічний журнал. У липні 1953 року він був призначений міністром освіти в першому уряді Імре Надя; 30 липня 1956 році його змінив на цій посаді Коньє Альберт. Ердеї-Груз був членом Угорського парламенту в період з 1953 по 1957 рік, а також — обирався в керівництво Угорської робочої партії в 1954 році.
У період 1961—1962 років Тібор Ердеї-Груз був віце-президентом Ради науки і вищої школи при Раді Міністрів Угорщини, а з 1962 по 1964 рік — її президентом, змінивши на цьому посту Іштвана Русняка; в радянських джерелах можна зустріти твердження, що Ердеї-Груз був головою Ради науки і вищої школи при Раді Міністрів країни весь період з 1961 по 1964 рік. У квітні 1967 року він став одним зі співголів новоствореного Угорського педагогічного товариства.
Протягом трьох десятиліть Ердеї-Груз пройшов всю кар'єрну драбину в Угорській академії наук. У 1943 році він став її членом-кореспондентом, а через п'ять років був обраний академіком. З 1947 по 1949 рік він представляв департамент математичних, фізичних, хімічних і технічних наук Академії, а в період з 1959 по 1964 — був секретарем відділення хімічних наук. З 5 лютого 1970 по 16 серпня 1976 року (тобто, до своєї смерті) він був президентом Угорської академії наук.

## Наукова діяльність
Під час усієї своєї наукової кар'єри Тібор Ердеї-Груз займався дослідженнями в галузі фізичної хімії: переважно — електрохімічними процесами. Спочатку він досліджував адсорбцію іонів, а потім — електрокристалізацію і процеси в розчинах електролітів. Результати його робіт були опубліковані в більше ніж ста наукових публікаціях.